# Mohamed Salah Fliss
Mohamed Salah Fliss, né en 1946 à Bizerte, est un homme politique tunisien. Il est l'auteur de Oncle Hamda le docker (Aam Hamda attal en arabe) qui constitue un témoignage sur l'expérience carcérale des militants de la gauche tunisienne dans les années 1970.

## Naissance et formation
Mohamed Salah Fliss naît dans une famille de condition sociale modeste vivant dans la ville portuaire de Bizerte, au nord de la Tunisie. Son père Hamda est docker sur les quais du port commercial.
Admiratif du meneur syndicaliste Farhat Hached, Hamda participe aux mouvements sociaux du port à l'époque coloniale ; il prend aussi une part active à la mise en place des obstacles obstruant la canal de Bizerte lors de la crise de Bizerte dans laquelle il perd son deuxième fils Mekki. Le militantisme de Hamda Fliss influence les orientations politiques futures de Mohamed Salah Fliss.
Comme la plupart des enfants de sa génération, Mohamed Salah Fliss suit une éducation mixte en étudiant à l'école française, l'école franco-arabe de Bizerte, tout en poursuivant des études traditionnelles dans une école coranique de la médina. Rebuté par le comportement « immoral » d'un enseignant, il quitte l'école coranique après quelques années d'études. Il poursuit ses études au lycée Stephen-Pichon de Bizerte avant d'obtenir son baccalauréat et de partir à la faculté des lettres et des sciences humaines de Tunis. Il rejoint alors le mouvement étudiant mené à l'époque par des groupes de gauche, notamment le mouvement Perspectives. En 1968, le mouvement étudiant est durement réprimé par les autorités. Mohamed Salah Fliss fait partie des victimes de cette répression.

## Emprisonnement
Étant donné son appartenance à des mouvements étudiants puis politiques de gauche, Mohamed Salah Fliss passe à plusieurs reprises par la prison.
Il est incarcéré avec le groupe des perspectivistes le 4 avril 1968 et condamné à deux ans de prison ferme qu'il purge avec ses compagnons entre la prison civile du 9-Avril à Tunis et la prison de Borj Erroumi connu pour la dureté de ses conditions de détention ; ils y retrouvent les condamnés de la tentative de complot de 1962. Il est finalement gracié comme le reste du groupe des perspectivistes en janvier 1970.
À la faveur du soulèvement étudiant et lycéen qui secoue la Tunisie en 1972, il est arrêté le 14 février et transporté avec d'autres perspectives dans une villa de Nâassen (banlieue sud de Tunis) qui s'avère être un centre de torture. Le 21 avril, le groupe est transféré à la prison civile de Tunis où ils restent incarcérés jusqu'en décembre de la même année.
Il est à nouveau interpellé le 20 mars 1975 à Carthage, dans la banlieue de Tunis, pour ses activités clandestines au sein du groupe perspective rebaptisé entre-temps El Amal Ettounsi (L'Ouvrier tunisien). À la suite d'une séance de torture de dix heures, il perd l'usage de ses jambes pendant trois mois. Il est d'abord maintenu à la prison de Kasserine (centre-ouest de la Tunisie) puis transféré à nouveau à Borj Erroumi à la suite de la décision de regroupement des prisonniers politiques. Ces derniers sont graciés le 3 août 1979.
Enfin, à la suite des événements de Gafsa, le 26 janvier 1980, Fliss comme plusieurs anciens prisonniers politiques est arrêté à des fins « préventives ». Il est libéré le 30 avril de la même année.

## Oncle Hamda le docker
Oncle Hamda, le docker, personnage central de l'ouvrage de Fliss n'est autre que son père. L'auteur y retrace l'itinéraire de son père en même temps qu'il fait sa propre biographie, le but étant de montrer au lecteur que la véritable victime de la prison politique n'est pas tant le prisonnier mais l'homme commun que représentait son père. 
L'épisode central du livre s'articule autour du décès de Hamda Fliss et l'interdiction faite à son fils d'assister à son enterrement. Cet épisode est vécu de manière tragique par le fils qui n'arrive pas à faire le deuil de son père et cherche, entre autres par le moyen du livre, à lui rendre l'hommage qu'il ne lui a pas fait.
Sur le plan historique, l'ouvrage, qui prend la forme d'une ensemble de lettres, retrace dans une première partie l'histoire du quartier où a vécu la famille Fliss ainsi que celui de la ville de Bizerte, en s'arrêtant particulièrement sur l'épisode de la crise de Bizerte dans lequel la famille perd l'un de ses fils. Par la suite, l'ouvrage revient sur l'expérience carcérale de l'auteur et les diverses péripéties rencontrées par le père au cours de cette période. Dans cette deuxième partie, l'ouvrage est illustré par plusieurs correspondances qu'échangeait l'auteur avec les membres de sa famille.
Mohamed Salah Fliss est également l'auteur de Patrie des étoiles, je suis présent. 

## Parcours politique
Après avoir milité dans le mouvement Perspectives et El Amal Ettounsi, Mohamed Salah Fliss intègre la Ligue tunisienne des droits de l'homme et devient membre de son comité directeur dans les années 1980.
Il rédige plusieurs articles de presse dans les journaux Echaâb (UGTT) et les deux journaux politiques d'opposition autorisés, Al Mawkif (PDP) et Attariq Al Jadid (Mouvement Ettajdid).
En 2005, il soutient le mouvement du 18-Octobre pour les droits fondamentaux.
Après la révolution de 2011, il est nommé président de la mandature spéciale chargée de la gestion de la municipalité de Bizerte, ce qui en fait le maire de fait de la ville pendant deux ans.
Mohamed Salah Fliss, qui avait déjà fait partie du comité de soutien à la Ligue tunisienne des droits de l'homme lors de la mise au pas de cette dernière par l'ancien régime, préside le congrès de l'ONG en septembre 2011.
Le 25 juillet 2012 à Bizerte, Boris Boillon, ambassadeur de France en Tunisie, lui remet les insignes de chevalier de la Légion d'honneur.